# Elf Aquitaine

Logo

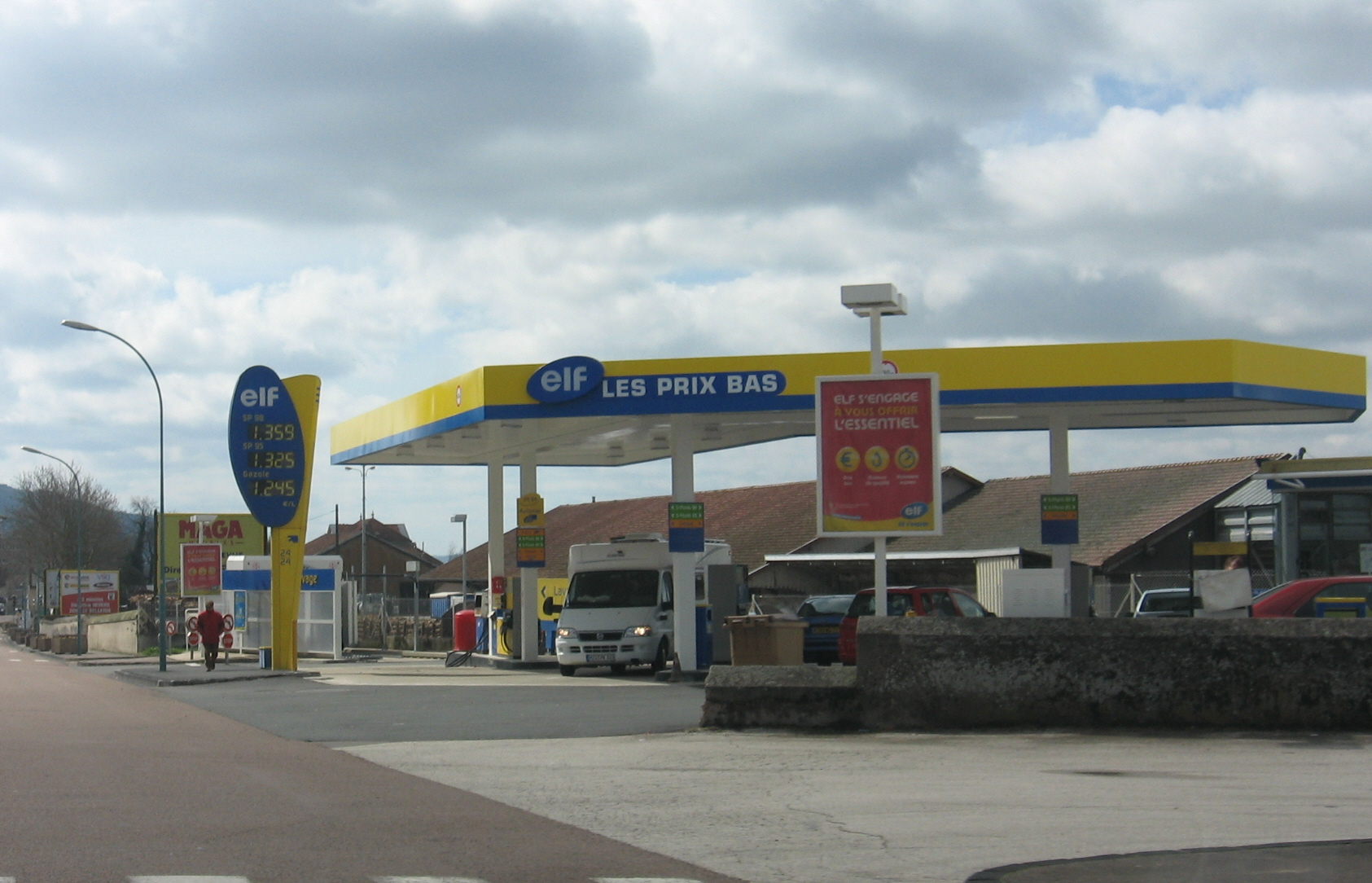
Huisstijl ELF-tankstations in Frankrijk anno 2008

Elf Aquitaine is een voormalige Franse oliemaatschappij die in 1994 werd geprivatiseerd en die in 2000 met TotalFina fuseerde tot TotalFinaElf. Het nieuwe bedrijf wijzigde in 2003 haar naam in Total S.A..
Elf Aquitaine is voortgekomen uit drie Franse oliemaatschappijen: Régie Autonome des Pétroles (RAP), Société Nationale des Pétroles d'Aquitaine (SNPA) en Bureau de Recherches de Pétroles (BRP). Deze maatschappijen werden opgericht om olie- en gasbronnen en Frankrijk, waaronder het gasveld in Saint-Marcet in de regio Aquitanië, en in de koloniën, vooral in Algerije, te zoeken en te ontwikkelen. In december 1965 fuseerden RAP en BRP en gingen verder onder de nieuwe naam Entreprise de Recherches et d'Activités Pétrolières (ERAP). ERAP beschikte naast olievelden ook over een netwerk van benzinestations. De maatschappij werd daarmee actief in de gehele bedrijfskolom van oliewinning tot eindgebruiker. 
In Nederland was Elf actief in de olie- en gaswinning onder de naam Elf-Petroland, met name op de Noordzee en in Friesland.
De merknaam elf wordt nog gebruikt voor een serie van producten, waaronder een tankstationketen.
Agip (Eni) · Aral · Argos Oil · AVIA · BP · Esso · Gulf Oil · IQ-Diskont · JET · LUKoil · MOL · OCTA+ · OK Nederland · OMV · Orlen · Q8 · Repsol · Shell · Statoil · Tamoil · Texaco · Total

Onbemande tankstations in België en Nederland: AVIA Xpress · amiGo · DATS 24 · Esso Express · Firezone · OK Express · Q8 Easy · Shell Express · Tamoil Express · Tango · Tinq · Total Express